# اگگلا
اگگلا (انگلیسی: Eggella) یک کوه آتشفشانی در شبه‌جزیره کامچاتکای کشور روسیه است.